# Comté de Jerauld
Le comté de Jerauld est un comté situé dans l'État du Dakota du Sud, aux États-Unis. En 2010, sa population est de 2 071 habitants. Son siège est Wessington Springs.

## Histoire
Créé en 1883, le comté est nommé en l'honneur de H. A. Jerauld, membre de la législature du territoire du Dakota.

## Villes du comté
- City :
  - Wessington Springs
- Towns :
  - Alpena
  - Lane

## Démographie
Selon l'American Community Survey, en 2010, 94,88 % de la population âgée de plus de 5 ans déclare parler l'anglais à la maison, 2,35 % l'allemand, 1,62 % l'espagnol, 0,73 % l'hindi et 1,41 % une autre langue.
| 1890  | 1900  | 1910  | 1920  | 1930  | 1940  |
| ----- | ----- | ----- | ----- | ----- | ----- |
| 3 605 | 2 798 | 5 120 | 6 338 | 5 816 | 4 752 |

| 1950  | 1960  | 1970  | 1980  | 1990  | 2000  |
| ----- | ----- | ----- | ----- | ----- | ----- |
| 4 476 | 4 048 | 3 310 | 2 929 | 2 425 | 2 295 |

| 2010  | - | - | - | - | - |
| ----- | - | - | - | - | - |
| 2 071 | - | - | - | - | - |